# Броненосцы типа «Кайо Дуилио»
Броненосцы типа «Кайо Дуилио» — серия из двух очень крупных броненосцев, построенных в 1870-х для ВМФ Италии по проекту инженера Бенедетто Брина. Реализовывали концепцию индивидуального превосходства над любым кораблем потенциального противника. Стали первыми мореходными броненосцами в Европе, не имевшими парусного рангоута и долгое время являлись мировыми рекордсменами по калибру артиллерии.

## История
В 1870-х, после завершения объединения Италии, её правительство предприняло обширную военно-морскую программу. Поражение итальянского флота в сражении при Лиссе в 1866 году только подстегнуло интерес к военному кораблестроению, который диктовали и географические особенности Италии.
По экономическим причинам, Италия не могла позволить себе содержать значительное количество военных кораблей. Главный конструктор флота, Бендетто Брин, предложил компенсировать это, построив самые крупные и мощные в мире броненосцы. Согласно доктрине Брина, построенной на изучении опыта сражения при Лиссе, современное морское сражение представляло собой череду отдельных схваток между отдельными кораблями. Соответственно, решающая роль отводилась индивидуальному превосходству корабля над вражеским. Бендетто Брин предлагал построить флот из сравнительно небольшого числа самых мощных в мире кораблей, которые индивидуально могли бы уничтожить любой вражеский.
Адмирал Сен-Бон поддержал выводы Брина, и сумел убедить правительство Италии в целесообразности постройки самых тяжело вооруженных, защищенных и быстроходных кораблей, представляющих собой радикальный отход от привычных дизайнов. В марте 1873 года была запланирована постройка трех кораблей (от третьего, впрочем, по экономическим причинам отказались еще до закладки), воплощающих все лучшее, что было тогда в мировом кораблестроении.
Постройка этих кораблей обошлась Италии чрезвычайно дорого, но, с другой стороны — она же подстегнула развитие итальянской промышленности, чрезвычайно быстро подняв её на новый уровень. Целые отрасли машиностроения были созданы ради обеспечения этого проекта. В результате, несмотря на очень высокую стоимость, броненосцы "Кайо Дуилио" дали итальянскому кораблестроению как опыт так и промышленную базу для последующего самостоятельного развития.

## Конструкция

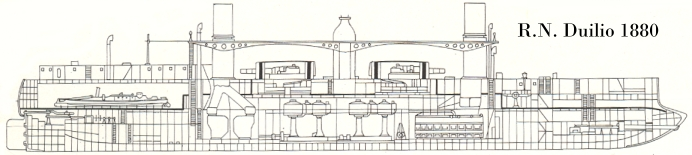
Схема броненосца «Кайо Дуилио»

Корабли класса «Кайо Дуилио» были практически столь же революционным дизайном, как и USS Monitor. Это были первые крупные безрангоутные броненосцы, построенные в Европе. Отказ от парусной оснастки (не особенно важной для кораблей, которым предстояло служить в Средиземном море), позволил существенно сократить верхний вес и улучшить остойчивость броненосцев.
Новые итальянские броненосцы были построены по т. н. «цитадельной» схеме. Мощный броневой пояс прикрывал лишь центральную часть корпуса (менее половины длины корабля), в которой были смонтированы паровые машины, артиллерийские погреба и основания орудийных башен. Оконечности не имели вертикальной защиты вовсе, и прикрывались только тонкой броневой палубой, идущей по ватерлинии. Предполагалось, что повреждения или даже полное разрушение небронированых оконечностей не приведет к потере броненосцами устойчивости, если не будет повреждена броневая цитадель.
Конструкция броненосцев была рассчитана на противостояние чрезвычайно тяжелым дульнозарядным орудиям того времени, имевшим огромную пробивную силу, но очень низкую скорострельность.
Корабли приводились в движение паровыми машинами схемы «Компаунд», общей мощностью в 7710 л.с. Полный ход броненосцев составлял 15 узлов, что на момент закладки делало их быстрейшими броненосцами своего времени. Запаса угля хватало на 6960 км экономичного хода.

### Артиллерия

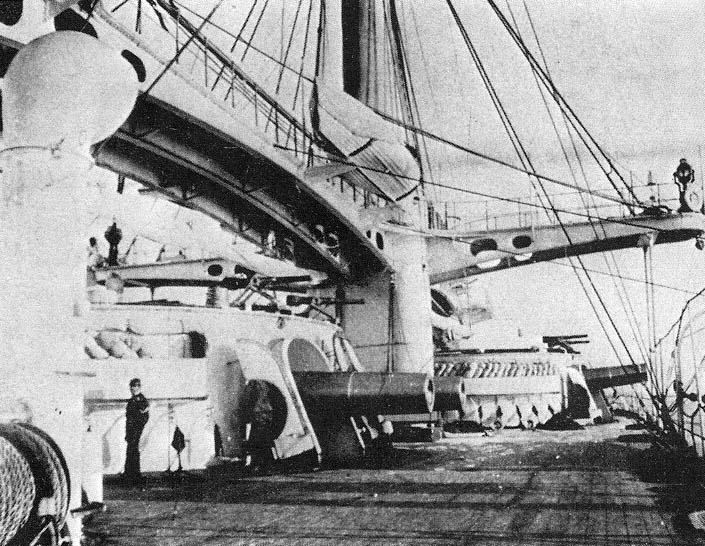
Орудийные башни «Кайо Дуилио»

Основу вооружения кораблей составляли четыре тяжелые дульнозарядные нарезные пушки, установленные попарно в диагонально расположенных броневых башнях.
Изначально корабли предполагалось вооружить 30-тонными дульнозарядными 305-миллиметровыми орудиями, аналогичными установленным на британских броненосцах типа «Девастейшн». Эти орудия, впрочем, еще до закладки кораблей были сочтены недостаточно мощными, и итальянское правительство решило вооружить свои корабли новыми 381-миллиметровыми орудиями, разработанными британской фирмой Armstrong Whitworth.
Но прежде, чем орудия были заказаны, британское правительство, обеспокоенное итальянскими планами, решило построить броненосец, способный превзойти итальянские, и вооружить его более мощными 406-миллиметровыми пушками Вулвичского арсенала. Узнав об этом, итальянцы еще раз пересмотрели схему вооружения: теперь они хотели получить орудия, заведомо превосходящие британские 406-миллиметровые. Зная, что королевский арсенал в Вулвиче не в состоянии изготовить орудия калибром более 406 миллиметров, фирма «Армстронг» предложила итальянским клиентам чудовищную 450-миллиметровую дульнозарядную нарезную пушку RML 17.72 inch gun, весом более 100 тонн.
Новые 450-миллиметровые пушки являлись самыми мощными дульнозарядными орудиями, когда-либо изготовленными. Весящий почти тонну бронебойный снаряд мог пробить 500 миллиметров стальной брони на дистанции до 1800 метров. Орудия заряжались дымным порохом, и имели максимальную дальность действия в 6000 м.
Ввиду значительной длины орудий, перезарядка их внутри орудийных башен оказалась невозможна. Поэтому для них был разработан механизм «внешней перезарядки» через люки в броневой палубе. После выстрела, башня поворачивалась и опускала орудия таким образом, чтобы дульный срез оказался точно напротив люка. Гидравлические приспособления прочищали ствол от оставшегося пороха, и заталкивали в него сначала заряд призматического пороха, а затем снаряд. Так как орудие было нарезным, снаряд оснащался пояском из мягкой меди, который просто вдавливался в нарезы орудия.
Система перезарядки была сложной и долгой, и весь цикл занимал более четырех минут.
Орудия размещались в башнях необычной эллиптической формы, «ширина» которых была больше «длины». Это было сделано, чтобы увеличить расстояние между орудиями в башне и углы обстрела. Башни были расположены диагонально — передняя башня была сдвинута к левому борту, задняя — к правому. За счет этого, орудия имели большие углы обстрела, и, как считалось, крайние орудия каждой башни могли вести огонь прямо по носу, стреляя мимо узкой носовой надстройки. На практике же, пороховые газы орудий при таком выстреле наносили бы надстройке тяжелые повреждения.

### Вспомогательная артиллерия
Изначально вспомогательная артиллерия вообще отсутствовала, но впоследствии броненосцы получили пулеметы для защиты от минных катеров, а в 1890-х на них были установлены скорострельные орудия.

### Торпедное и таранное вооружение
Каждый корабль нес три подводных торпедных аппарата, один из которых размещался в носовой части под тараном, и служил для торпедной стрельбы прямо по курсу. Аппараты снаряжались 350-миллиметровыми торпедами, и предназначались для боя на ближней дистанции.
Как и все броненосцы своего времени, корабли класса «Кайо Дуилио» также оснащались тараном, для нанесения удара в борт неприятельского корабля. Ввиду ненадежности торпед того времени, таран рассматривался как более эффективное оружие.

### Носимые катера
Интересной особенностью броненосца «Кайо Дуилио» был расположенный в кормовой части ангар-док для размещения небольшой носимой миноноски «Nibbio». Миноноска имела водоизмещение около 125 тонн, развивала скорость до 25 узлов и вооружалась двумя 356-миллиметровыми торпедами Уайтхеда. Предполагалось, что крупный броненосец будет доставлять обладающую малой мореходностью миноноску в район боевых действий, где она будет оперировать самостоятельно. Миноноска могла быть спущена на воду в разгар боя для атаки на потерявший ход неприятельский броненосец, или использоваться для поддержки ночной атаки на стоящие в гавани корабли.
Практика, впрочем, показала, что оперирование миноноской с борта броненосца представляет ряд трудностей, и в итоге после ряда не вполне удачных экспериментов, от базирования миноноски на броненосцев было решено отказаться. Освободившееся место использовалось для размещения дополнительных помещений экипажа.
На однотипном броненосце «Энрико Дандоло» от ангара отказались еще при достройке.

### Бронирование

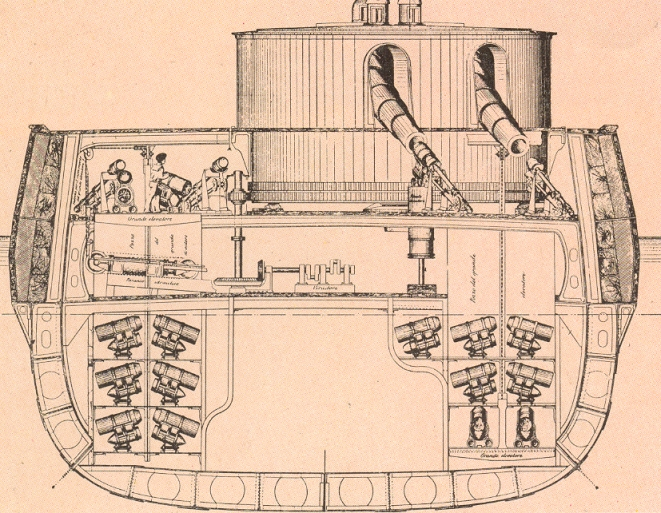
Разрез броненосца «Кайо Дуилио»

Оба корабля были чрезвычайно тяжело бронированы для своего времени. Цитадель броненосцев защищалась слоями броневых плит толщиной до 550 миллиметров на толстой деревянной подкладке. Броневые плиты изготовлялись из стали, и хотя были прочнее железных той же толщины, но были сильно подвержены растрескиванию и плохо держали последующие попадания. Башни главного калибра защищались броней толщиной до 350 мм.
Горизонтальное бронирование состояло из 50-миллиметровой броневой палубы, расположенной ватерлинии и предназначенной для защиты подводной части корабля.
Вне цитадели, бронирование (исключая палубу) отсутствовало. Непотопляемость корабля обеспечивалась разделением оконечностей на 83 водонепроницаемых отсека и использованию пробкового заполнителя.

## Корабли в серии
- Кайо Дуилио
- Энрико Дандоло

## Оценка проекта
Для своего времени броненосцы класса «Кайо Дуилио» были революционными идеями. Итальянцам действительно удалось создать корабль, заведомо превосходящий любой вражеский: ни один броненосец того времени не имел столь мощного вооружения и лишь немногие имели сопоставимую броневую защиту. В бою один на один, броненосцы этой серии могли уничтожить любой другой броненосец, а благодаря высокой скорости хода, могли избежать невыгодного для себя боя.
Цитадельная схема бронирования, хотя и оставляла незащищенными оконечности, тем не менее, считалась в ту эпоху оптимальной. Медленно стреляющие тяжелые орудия, существовавшие в то время, не могли одиночными снарядами эффективно разрушить окончености, центр корпуса же был очень тяжело защищен. Схема устарела только в конце 1880-х, с появлением скорострельных орудий унитарного заряжания.
Впечатление, произведенное этими кораблями на мировое кораблестроение оказалось достаточным, для того чтобы породить целый ряд построенных по аналогичной доктрине «суперброненосцев» во флотах Великобритании и Франции. Доктрина «индивидуального превосходства» получила развитие в следующей серии итальянских броненосцев — кораблях класса «Италия».